# Aggregati monetari
In economia gli aggregati monetari sono grandezze aggregate che esprimono la quantità complessiva, esistente in un determinato momento nel sistema economico, di moneta e di quelle attività finanziarie che, per il loro elevato grado di liquidità, possono svolgere le stesse funzioni della moneta (la cosiddetta quasi-moneta).

## Definizione degli aggregati monetari
Poiché la moneta svolge nei sistemi economici varie funzioni, possono essere definiti diversi aggregati monetari in relazione alle funzioni che vengono prese in considerazione per stabilire se un'attività finanziaria può essere considerata quasi-moneta. In particolare, si definiscono solitamente i seguenti aggregati monetari, classificati secondo un grado di liquidità decrescente:
- M0 (o base monetaria), che comprende la moneta legale, ossia le banconote e le monete metalliche che per legge devono essere accettate in pagamento, e le attività finanziarie convertibili in moneta legale rapidamente e senza costi, costituite da passività della banca centrale verso le banche (e, in certi paesi, anche verso altri soggetti) sostanzialmente riconducibili alle riserve che queste affidano alla prima;[1]
- M1 (o liquidità primaria), che comprende le banconote e monete in circolazione (il circolante) e quindi una porzione di M0 come sopra definito, nonché le altre attività finanziarie che possono fungere da mezzo di pagamento, quali i depositi in conto corrente, bancari o postali, se trasferibili a vista mediante assegno, e i traveler's cheque; non vengono fatte rientrare in questo aggregato le banconote e monete depositate, quindi non in circolazione, per evitare il doppio conteggio: una volta come banconote e monete, l'altra come depositi in conto corrente;[2]
- M2 (o liquidità secondaria), che comprende M1 più tutte le altre attività finanziarie e depositi bancari o postali che, come la moneta, hanno elevata liquidità e valore certo rimborsabili con preavviso fino a 3 mesi e di quelli con scadenza fino a 2 anni;
- M3, che comprende M2 più tutte le altre attività finanziarie che come la moneta possono fungere da riserva di valore; si tratta essenzialmente dell'ammontare dei "pronti contro termine bancari", delle obbligazioni e dei titoli di stato con scadenza a breve termine entro i 2 anni, delle quote dei "fondi comuni monetari".

L'individuazione delle attività finanziarie che rientrano nelle suddette definizioni può variare da un sistema economico all'altro, in relazione alle abitudini, alle consuetudini e alla regolamentazione giuridica esistenti in ciascuno. Per l'area dell'euro, la Banca centrale europea ha definito:
- M1 come l'insieme delle monete e banconote in circolazione più i depositi a vista, compresi i depositi overnight; a fine aprile 2014 ammontava a 5.498,8 miliardi di euro;[4]
- M2 come M1 più i depositi con scadenza fissa fino a due anni e i depositi rimborsabili con preavviso fino a 3 mesi; a fine aprile 2014 ammontava a 9.287,5 miliardi di euro;[4]
- M3 come M2 più i pronti contro termine, le obbligazioni con scadenza fino a due anni, le quote di fondi di investimento monetario ed i titoli di debito con scadenza fino a due anni; a fine aprile 2014 ammontava a 9.882,4 miliardi di euro.[4]

## Aggregati monetari e politica monetaria

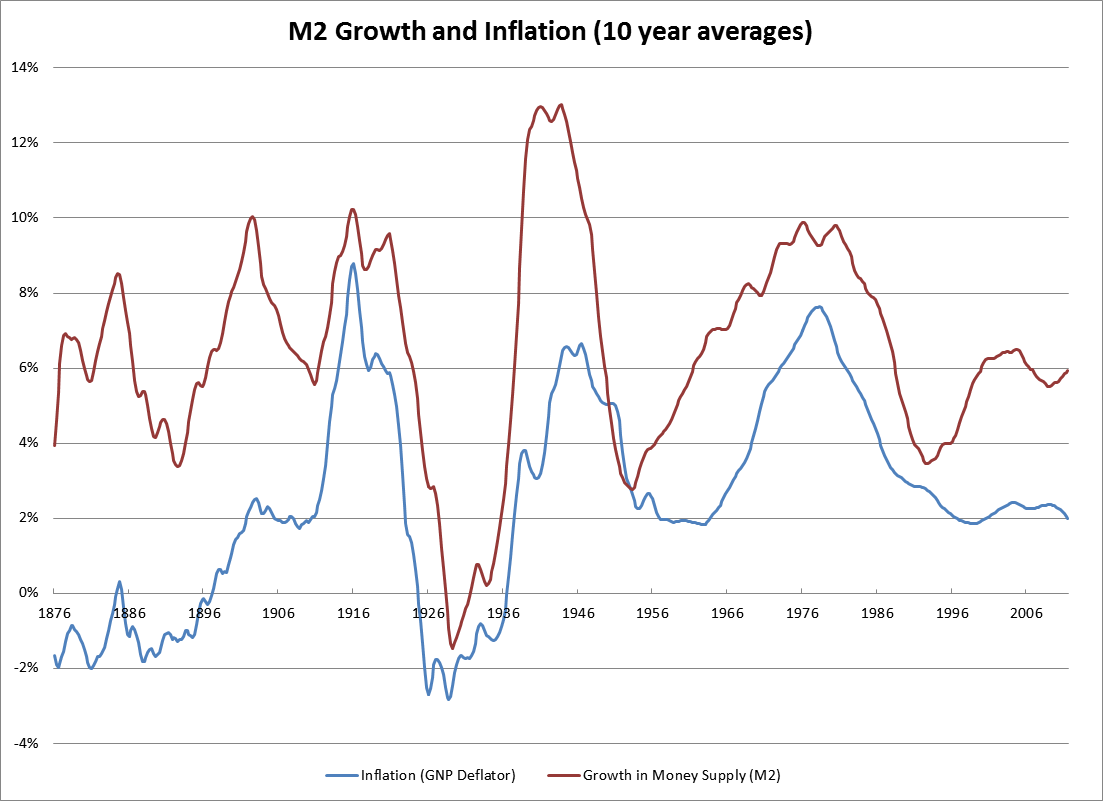
La stretta correlazione, sul lungo termine, tra inflazione e offerta di moneta (aggregato M2): dati riferiti all'economia statunitense dal 1876 al 2006

Gli aggregati monetari misurano l'offerta di moneta esistente in un determinato momento nel sistema economico; la loro entità influenza i tassi di interesse e di inflazione: una maggiore offerta di moneta, infatti, si traduce in un minor tasso d'interesse (a parità di domanda) e può tradursi in maggiore inflazione. Per questo motivo gli aggregati monetari sono normalmente utilizzati per esprimere gli obiettivi della politica monetaria (che, per esempio, potrebbero essere del tipo: crescita annua di M1 non superiore al 2%).
L'aggregato M3 è il primo pilastro della politica monetaria della Banca centrale europea (il secondo pilastro è l'andamento dei prezzi al consumo): la BCE annuncia il tasso di crescita medio annuale di M3 che ritiene compatibile con la stabilità dei prezzi nel medio periodo; nel dicembre 1998 il consiglio direttivo della BCE lo ha fissato nel 4,5%, confermato negli anni successivi, anche se la crescita effettiva di M3 si è sempre mantenuta superiore (si tratta, è bene ricordarlo, di un valore di riferimento, non di un vero e proprio obiettivo di politica monetaria).
La Banca centrale europea ha giustificato l'opzione per l'aggregato M3 con la sua maggior stabilità nel medio periodo e la migliore capacità di anticipare l'andamento dei prezzi, rispetto agli aggregati più ristretti. È interessante notare che, invece, la Federal Reserve statunitense ha addirittura smesso di pubblicare i dati relativi a M3 dal 2006, ritenendo di scarsa utilità le informazioni aggiuntive fornite dall'andamento di questo aggregato rispetto all'aggregato M2.